# Симфонія № 9 (Бетховен)
Симфо́нія № 9 ор.125 Бетховена, ре мінор, завершена у 1824 році. Складається з 4-х частин:
1. Allegro ma non troppo, un poco maestoso
2. Molto vivace
3. Adagio molto e cantabile
4. Фінал (має складну структуру), на слова «Оди до радості» (Ode an die Freude) Фрідриха Шиллера, написаного 1785 року.

## Склад оркестру
Симфонія написана для подвійного складу симфонічного оркестру за винятком флейти піколо, контрафагота, трьох тромбонів і розширеної секції ударних. Четверта частина (фінал) включає також змішаний хор і чотирьох солістів (сопрано, альт, тенор, бас). Тривалість — понад 70 хвилин.
Дерев'яні духові
Флейта-піколо (лише в четвертій частині)
2 Флейти
2 Гобої
2 Кларнети
2 Фаготи
Контрафагот (лише в четвертій частині)
Мідні духові
4 Валторни
2 Труби
3 Тромбона
Ударні
Литаври
Бас-барабан (лише в четвертій частині)
Трикутник (лише в четвертій частині)
Тарілки (лише в четвертій частині)
Вокальні партії (лише в четвертій частині)
Сопрано (соло)
Альт (соло)
Тенор (соло)
Баритон (соло)
Мішаний хор
Струнні
I і II скрипки
Альти
Віолончелі
Контрабаси 

|}

## Цікаві факти
Коли Бетховен писав цю симфонію, він повністю залишився без слуху
Ця симфонія вважається першим вокально-інструментальним твором в цьому жанрі, тобто першою симфонією, що використовує спів. Тема фіналу симфонії лягла в основу Гімну Європи, що був прийнятий 1972 року і став одним із символів Європи. Рукопис симфонії потрапив до списку UNESCO «Пам'ять світу».
Виконання Дев'ятої симфонії перетворилося на новорічну традицію в Японії. Кількість виконавців сягає 10 000 осіб.
З німецької на українську вірш «До радості» переклав Микола Лукаш.
На початку 2023 року режисер Ларрі Вайнштейн вирішив зняти документальний фільм про Дев’яту симфонію Бетховена. В фільмі, зокрема розповідається про дев’ятьох унікальних людей, зокрема українських музикантів, глухого композитора, польську рок-зірку, автора бестселерів, легендарного карикатуриста та самого Вайнштейна, які намагаються краще зрозуміти спадщину Дев’ятої Бетховена, власну боротьбу композитора, музика може надихнути і як людство продовжує шукати надію навіть у найтемніші часи.
Під час російського вторгнення в Україну видавництво Deutsche Grammophon випустило запис 9-ї симфонії Бетховена у виконанні Ukrainian Freedom Orchestra під керівництвом Кері-Лінн Вілсон з українським перекладом Лукаша. 